# Acrossocheilus lamus
Acrossocheilus lamus es una especie de peces de la familia de los
Cyprinidae en el orden de los Cypriniformes.

## Reproducción
Es ovíparo.

## Hábitat
Es un pez de agua dulce.

## Distribución geográfica
Se encuentra al norte del Vietnam.

## Observaciones
Es inofensivo para los humanos.